# David Tyšler
David Abramovič Tyšler (* 13. července 1927 Cherson – 7. června 2014 Moskva, Rusko) byl sovětský sportovní šermíř židovského původu, který se specializoval na šerm šavlí. Sovětský svaz reprezentoval v padesátých letech. Zastupoval moskevskou šermířskou školu, která spadala pod Ruskou SFSR. Na olympijských hrách startoval v roce 1956 a 1960 v soutěži jednotlivců a družstev. V roce 1958 obsadil na mistrovství světa v soutěži jednotlivců druhé místo. Se sovětským družstvem šavlistů vybojoval v roce 1956 bronzovou olympijskou medaili a s družstvem vybojoval dvakrát druhé místo na mistrovství světa v roce 1957 a 1958.